# Stein Bugge
Stein Bugge, född 1896, död 1961, var en norsk författare och teaterman.
Bugge var tidningskorrespondent i London 1920-1923, litterär rådgivare vid Den Nationale Scene i Bergen 1925-1927, sceninstruktör vid Nationaltheatret i Oslo 1928-1946 och blev 1946 chef för Den Nationale Scene i Bergen. Han debuterade som författare 1916 med romanen Vaar og vilje och utgav därefter en rad skådespel som Tragedien om Mengin (1928), Geniet i storm (1929), Generalsekretæren, eller Festspillene i Himmerikes rike (1932), Det tredje rike (1934) och Den politiske maskerade (1935). Han utgav en samlad utgåva av sina dramatiska verk (Komedier 2 band 1941-1942, Tragedier 2 band 1945 och Tragikomedier 1946). Sina åsikter om teaterns uppgifter lade han fram i Det ideale teater (1928) och Refleksjoner omkring Nationaltheatret (1946).